# Ewald Wichert
Ewald Wichert (* 26. Mai 1940 in Hamm (Westfalen)) war deutscher Amateurboxer im Mittelgewicht.

## Meisterschaften
- 1958 Juniorenmeister
- bei den Senioren 1963, 1964, 1967 Vizemeister
- bei den Senioren 1966 und 1968 deutscher Meister.

Weiterer Höhepunkte seiner Boxkarriere waren 1965 der Gewinn der Militär-Weltmeisterschaft im New Yorker Madison Square Garden und die Olympischen Spiele 1968 in Mexiko-Stadt. Hier verlor Wichert gegen den späteren Olympiasieger Christopher Finnegan (England) mit 3:2-Punktrichterstimmen.

## Kampfstatistik
- Kämpfe: 303
- Siege: 275
- K.-o.-Siege: 55
- Niederlagen: 20
- Unentschieden: 8